# Stenalcidia hormonica
Stenalcidia hormonica là một loài bướm đêm trong họ Geometridae.